# HMS Janus (1938)
HMS Janus – brytyjski niszczyciel okresu II wojny światowej, należący do typu J, służący w latach 1939–1944. Nosił znak taktyczny F53, później G53. Służył głównie na Morzu Śródziemnym, gdzie został też zatopiony 23 stycznia 1944.
Za służbę przyznano HMS „Janus” 10 wyróżnień bitewnych (battle honours): Atlantyk 1939, Norwegia 1940, Kalabria 1940, Libia 1940, Morze Śródziemne 1940-44, Matapan 1941, Sfax 1941, konwoje maltańskie 1941, Adriatyk 1944, Anzio 1944.

## Budowa
Okręt zamówiono 25 marca 1937 w ramach programu budowy z 1936 roku. Stępkę pod budowę położono 29 września 1937 w stoczni Swan Hunter & Wigham Richardson w Wallsend, kadłub wodowano 10 listopada 1938. Okręt otrzymał nazwę od rzymskiego boga Janusa, jako ósmy okręt brytyjski o tej nazwie. Wszedł do służby w Royal Navy 5 sierpnia 1939. W tej samej stoczni zbudowano też niszczyciel HMS Khartoum, identycznego typu K.

## Służba

### Morze Północne 1939–1940
„Janus” wszedł do służby tuż przed wybuchem II wojny światowej, w składzie 7. Flotylli Niszczycieli, stanowiącej po wybuchu wojny część sił Humber Force w ujściu rzeki Humber. Przez pierwsze miesiące wojny niszczyciele flotylli głównie patrolowały na Morzu Północnym i eskortowały tam konwoje przybrzeżne. Na czas remontu uszkodzonego w kolizji w marcu 1940 niszczyciela HMS „Jervis”, „Janus” pełnił rolę okrętu flagowego dowodzącego flotyllą komandora Philipa Macka.
W kwietniu i maju 1940 „Janus” wziął udział w kampanii w Norwegii, począwszy od 9 kwietnia, gdy wyszedł w morze w eskorcie pancernika HMS „Warspite”, dołączając do głównych sił brytyjskiej Home Fleet adm. Forbesa. 17 kwietnia osłaniał krążownik ciężki HMS „Suffolk” bombardujący lotnisko koło Stavanger (wraz z HMS „Hereward”, „Kipling” i „Juno”; w wyniku następującego niemieckiego nalotu „Suffolk” został poważnie uszkodzony). 30 kwietnia „Janus” dobił ciężko uszkodzony przez lotnictwo brytyjski slup HMS „Bittern” pod Namsos. 2 maja wieczorem „Janus” wysadził w Mosjøen desant 100 francuskich strzelców alpejskich i 2 działa przeciwlotnicze. 10 maja 1940 wziął udział w nieudanym wypadzie na Skagerrak przeciw niemieckim minowcom, z krążownikiem HMS „Birmingham” i niszczycielami. 13 maja wraz z 5 niszczycielami ewakuował żołnierzy alianckich z Hoek van Holland w Holandii oraz odholował uszkodzony tam przez lotnictwo niszczyciel HMS „Versatile”.

### Morze Śródziemne 1940–1944
W połowie maja 1940 „Janus” został przeniesiony z grupą okrętów do 14. Flotylli Niszczycieli Floty Śródziemnomorskiej w Aleksandrii, dowodzonej również przez komandora Philipa Macka (w jej skład wchodziły wówczas HMS „Juno”, „Mohawk” i „Nubian”). Do połowy lipca był okrętem flagowym komandora Macka. Do Aleksandrii przybył przez Maltę 24 maja. Brał tam następnie aktywny udział w działaniach przeciw flocie i żegludze włoskiej oraz osłonie konwojów na Maltę i działań głównych sił floty. 6 lipca 1940 wraz z krążownikiem HMS „Capetown” i niszczycielami HMS „Ilex”, „Imperial” i „Juno” ostrzeliwał port w Bardii. Brał udział w bitwie koło przylądka Stilo 9 lipca 1940. We wrześniu i grudniu ostrzeliwał cele lądowe na wybrzeżu afrykańskim, m.in. lotnisko w Sidi Barrani. 22 grudnia 1941 dobił uszkodzony na minie brytyjski niszczyciel HMS „Hyperion”. W marcu 1941 wziął udział w bitwie pod Matapanem.
8 kwietnia 1941 HMS „Jervis”, „Janus”, „Nubian” i „Mohawk” utworzyły Zespół K, działający z Malty przeciw żegludze pomiędzy Włochami a Afryką. 16 kwietnia 1941 w nocy zespół zatopił u wybrzeża Tunezji konwój 5 statków i 3 włoskie niszczyciele „Luca Tarigo”, „Baleno” i „Lampo” (tzw. konwój Tarigo), w czym aktywny udział miał „Janus”. Po starciu, „Janus” dobił artylerią ciężko uszkodzony i opuszczony przez załogę niszczyciel HMS „Mohawk”. W nocy 23/24 kwietnia „Janus” wziął udział w akcji Zespołu K (z „Jervis”, „Juno” i „Jaguar”) na poszukiwanie konwoju, która doprowadziła do zatopienia (przez „Juno”) włoskiego statku „Egeo”.
Od połowy maja 1941 „Janus” uczestniczył w bitwie o Kretę i następnie ewakuacji z wyspy. Podczas niej, w nocy 21 maja zespół brytyjski (krążowniki HMS „Dido”, „Ajax”, „Orion” i niszczyciele HMS „Janus”, „Hasty”, „Hereward” i „Kimberley”) przechwyciły koło Chani niemiecki konwój desantowy 20 małych statków pod eskortą włoskiego torpedowca „Lupo” i zniszczyły 10 statków, zginęło 297 żołnierzy.
W czerwcu 1941 „Janus” brał udział w kampanii syryjskiej przeciw kolonialnym rządom Francji Vichy i został 9 czerwca 1941 poważnie uszkodzony i unieruchomiony w walce z francuskimi wielkimi niszczycielami „Valmy” i „Guépard” (uszkodzono trzema pociskami kotłownię i mostek, 13 zabitych, 13 rannych). Okręt został odholowany do Hajfy przez HMS Kimberley i był następnie remontowany w Simon's Town w Południowej Afryce, do lutego 1942.
Po remoncie „Janus” działał nadal od kwietnia 1942 na Morzu Śródziemnym, z Aleksandrii, lecz już 4 czerwca odniósł uszkodzenia od bliskiego wybuchu miny akustycznej. Po prowizorycznej naprawie w Suezie, przybył w styczniu 1943 na dalszy remont do Tyne w Wielkiej Brytanii (naokoło Afryki). Remont trwał do lipca, a następnie okręt działał w składzie 10. Flotylli Niszczycieli floty Home Fleet z bazy Scapa Flow.
Skierowany ponownie do 14. Flotylli Niszczycieli na Morze Śródziemne, dotarł tam 26 grudnia 1943 i w styczniu 1944 został skierowany do wspierania operacji na Adriatyku. 3 stycznia wspierał wojska lądowe, bombardując Pesaro. 4 stycznia zatopił trzy włoskie statki żaglowe. 5 i 6 stycznia w dalszym ciągu ostrzeliwał cele naziemne. 18 stycznia ostrzeliwał Gaetę z krążownikiem HMS „Orion”, niszczycielami „Jervis”, „Faulknor” i  „Laforey”. Wziął udział w desancie pod Anzio (operacji Shingle), w składzie Północnego Zespołu Uderzeniowego. 22 stycznia ostrzeliwał cele naziemne na przyczółku.
23 stycznia 1944 został zatopiony przez niemieckie lotnictwo pod Anzio, na pozycji 41°26′N 12°38′E/41,433333 12,633333 (zginęło 158 ludzi, uratowano 94). Okoliczności zatopienia nie są jasne – jako sprawca wskazywana jest torpeda lotnicza lub bomba szybująca Henschel Hs 293, spotyka się też mało prawdopodobną wersję o trafieniu bombą kierowaną Fritz X.

## Dane techniczne
Opis okrętu i szczegółowe dane – zobacz Niszczyciele typu J/K/N
Uzbrojenie i wyposażenie:
Uwaga – dane dotyczące uzbrojenia i wyposażenia odnoszą się ogólnie do okrętów typu J, daty zmian w przypadku konkretnego okrętu są orientacyjne.
- 6 dział 120 mm QF Mk XII na podwójnych podstawach CP Mk XIX, osłoniętych maskami (3xII)
  - długość lufy: L/45 (45 kalibrów), donośność maksymalna 15 520 m, kąt podniesienia +40°, masa pocisku 22,7 kg
- 1 działo plot 102 mm QF Mk V na podstawie HA Mk III (od 1940/41 do 1942/43, zamiast aparatu torpedowego)
  - długość lufy: L/45, kąt podniesienia +80°, masa pocisku 14,06 kg
- 4 automatyczne armaty przeciwlotnicze 40 mm Vickers Mk VIII („pom-pom”) poczwórnie sprzężone na podstawie Mk VII (1xIV)
- 2-10 automatycznych działek plot 20 mm Oerlikon 20 mm (od 1941, ilość stopniowo wzrastała, 2xI do 6xI, później 4xII i 2xI))
- 8 wkm Vickers Mk III 12,7 mm (2xIV) (do 1941)
- 10 wyrzutni torpedowych 533 mm w dwóch aparatach torpedowych PR Mk II (2xV), 10 torped Mk IX (pomiędzy 1940/41 a 1942/43 – 5 wyrzutni)
- 1 zrzutnia na 6 bomb i 2 miotacze bomb głębinowych (20-45 bomb głębinowych)

Wyposażenie
- hydrolokator ASDIC
- system kierowania ogniem artylerii: dalocelownik (DCT) i główny dalmierz (na nadbudówce dziobowej)
- radar dozoru ogólnego Typ 286 (od 1941, na głównym maszcie), później Typ 291
- radar kierowania ogniem plot Typ 285 (od 1941, na stanowisku dalmierza)